# Christuskirche (Jerusalem)

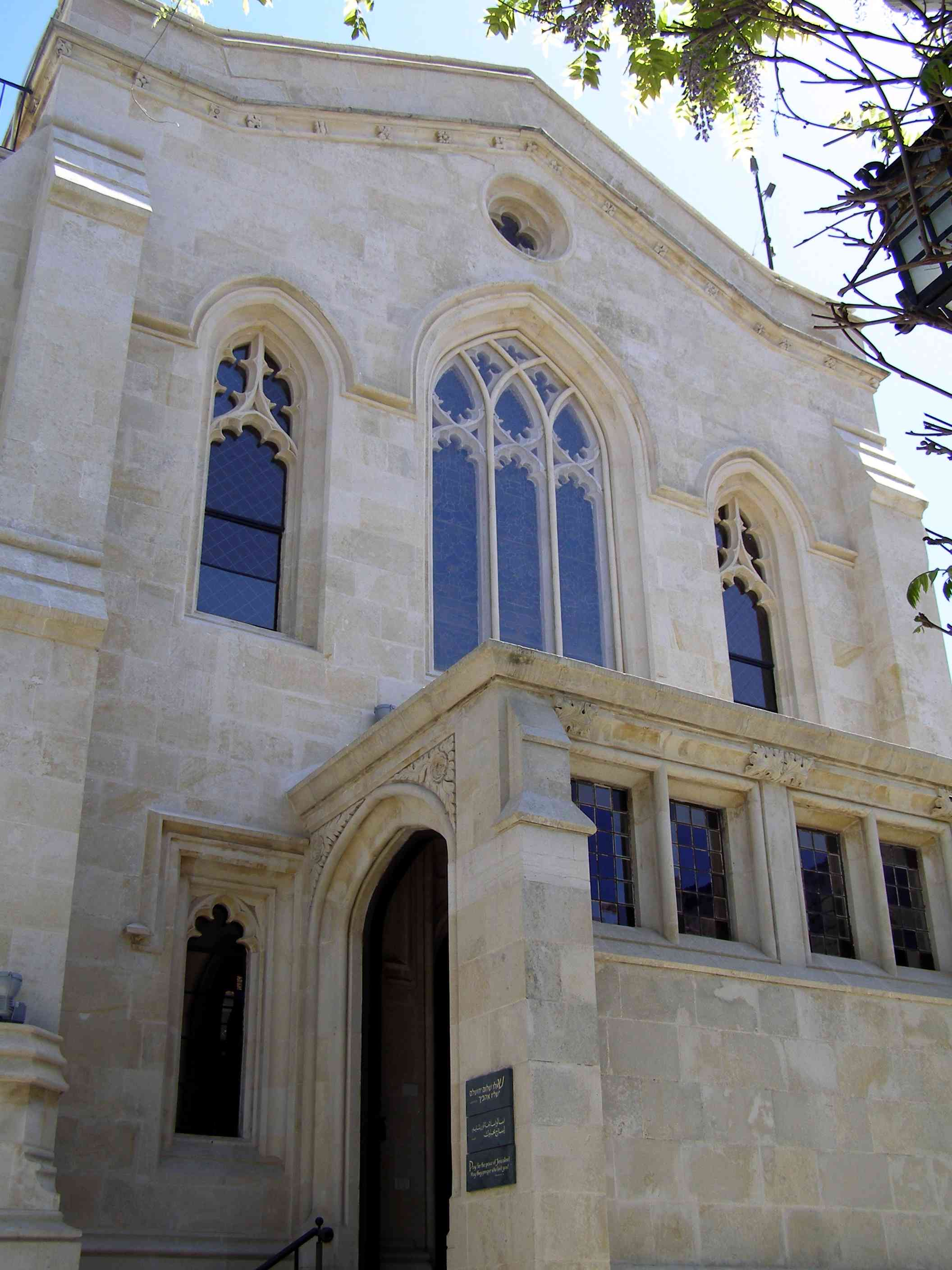
Christuskirche in Jerusalem (2010)

Die Christuskirche (auch: Sionskirche, englisch Christ Church, hebräisch כנסיית המשיח) ist eine anglikanische Kirche in der Altstadt von Jerusalem. Sie befindet sich unweit des Jaffa-Tores gegenüber der Davidszitadelle.

## Geschichte
1833 gelang der 1809 seitens der Anglikanischen Kirche etablierten London Society for Promoting Christianity Amongst the Jews (London Jews Society) der Ankauf des Grundstücks auf dem Berg Zion in Jerusalem, das 1839 das Konsulat des Vereinigten Königreichs und 1841, auf Vorschlag des preußischen Königs Friedrich Wilhelm IV., den Sitz des neugegründeten preußisch-englischen Bistums Jerusalem und zugleich eine Schule sowie die kunstgewerbliche Manufaktur des Missionars und Archäologen Conrad Schick aufnahm. Damit war zugleich die Errichtung einer christlichen Kirche ermöglicht worden, die als Privatkapelle des britischen Konsuls nicht dem nach islamischem Recht bestehenden Kirchenbauverbot unterlag.

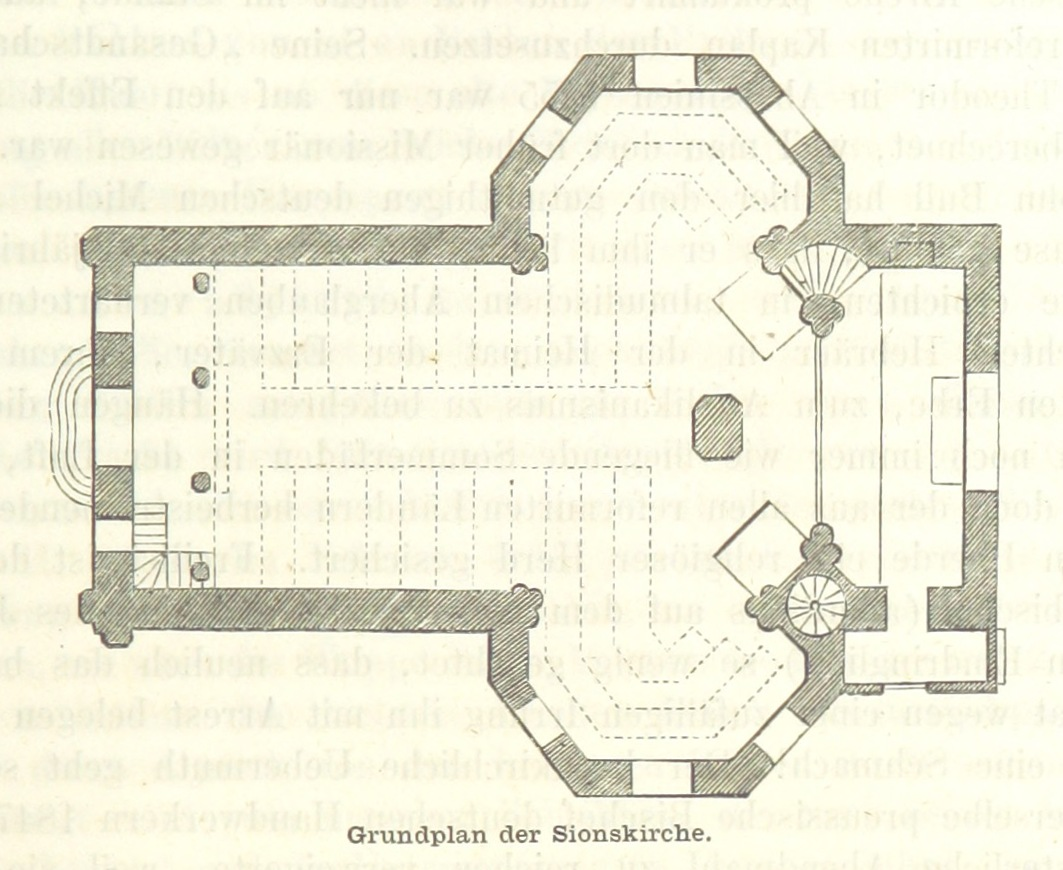
Grundriss

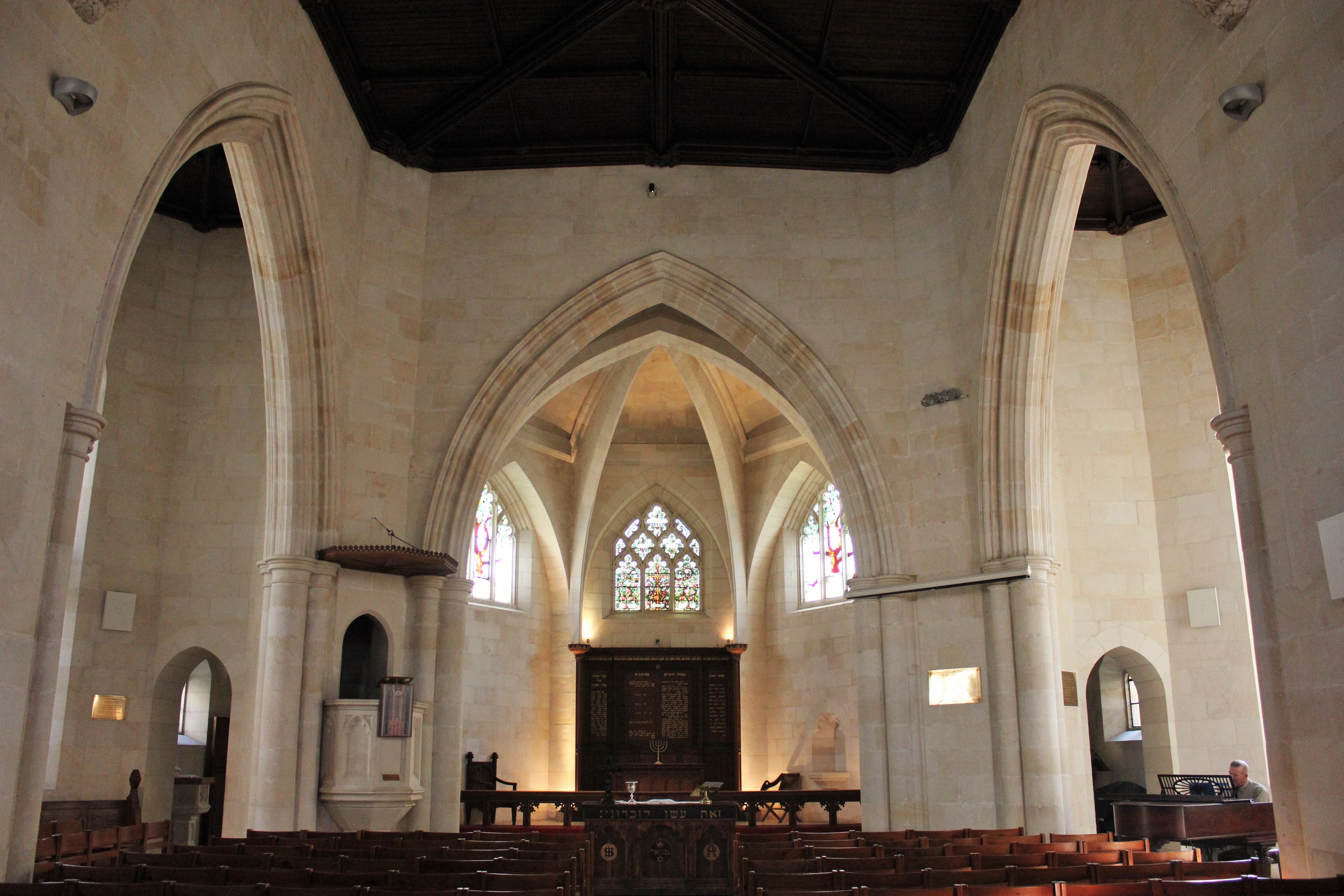
Kirchenraum

Eine erste Grundsteinlegung der Kirche war am 10. Februar 1840 durch den dänischen Missionar John Nicolayson nach dem Projekt des Architekten William Curry Hillier erfolgt, der aber noch in demselben Jahr an Typhus verstarb. Eine zweite Grundsteinlegung fand daraufhin zwei Jahre später am 28. Februar 1842 durch Bischof Michael Salomo Alexander statt. Nachdem der jetzt beauftragte Architekt James Wood Johns entlassen worden war, übernahm Matthew Habershon (1789–1852) 1843 den Bau der Kirche. Der zunächst als flachgedeckte Saalkirche mit seitlich angefügten polygonalen Konchen in den Formen des englischen Decorated Style errichtete Kirchenbau wurde nachträglich um ein kreuzrippengewölbtes polygonales Chorhaupt erweitert. Am 21. Januar 1849 wurde die Christuskirche als erste protestantische Kirche im Nahen Osten eröffnet. Seit ihrer Entstehung Anfang der 1850er Jahre bis 1871 feierte auch die Evangelische Gemeinde deutscher Sprache zu Jerusalem ihre Gottesdienste in der Christ Church. Bis zur Einweihung der Georgskathedrale im Jahre 1899 war die Christuskirche Bischofskirche des Bistums Jerusalem, das die Kirche von England und die Evangelische Landeskirche der älteren Provinzen Preußens bis 1886 gemeinsam unterhielten.
Im Frühjahr 2018 veranstaltete das Christ Church Heritage Center eine Ausstellung in einem der Nebengebäude über William Hechler, den protestantischen Förderer des politischen Zionismus.